# Сам (пение)
Сам (вьет. xẩm) или хатсам (hát xẩm, пение сам) — умирающая разновидность северовьетнамской народной музыки. В династический период сам в основном исполняли слепые музыканты. Они часто аккомпанируют себе на данбау или данни, иногда исполнители образуют ансамбли, в которых певцу аккомпанируют на таких инструментах, как барабан и фать. Мелодии сам заимствуют из других жанров, в частности, чонгкуан и куанхо, а обычные сюжеты — Стенания истерзанной души, Лук Ван Тьен и другие литературные произведения. С другой стороны, некоторые мелодии сам в свою очередь были переняты традиционными театрами (отмечено влияние сам на театр тео) и песенными жанрами, включая камерное пение качу.

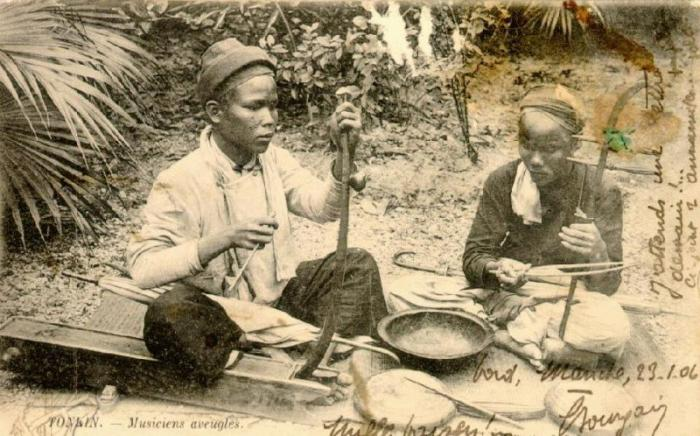
Слепые исполнители музыки сам на французской открытке

Сам предположительно возникло в XIV веке, во время правления династии Чан. Сам получило распространение по всему северу страны. По традиции сам исполняли слепые певцы и певицы, скитавшиеся из города в город и жившие за счёт исполнительского искусства.
В начале XX столетия артисты стали исполнять сам в ханойских трамваях, из-за чего жанр стали называть «трамвайное сам» (xẩm tàu điện, сам тау дьен). В 1930-х годах сам, как и остальная народная музыка, едва не исчезли из-за изменившихся настроений в обществе, однако в конце десятилетия стало считаться, что народная культура сохраняет традиционные ценности вьетнамского народа, и отношение к ней улучшилось.
В 1980-х годах трамвайные линии опустели, трамвайное сам исчезло, и это искусство начало забываться. Музыковеды прилагают значительные усилия, чтобы спасти жанр от гибели, в Ханое открылся театр сам. Несмотря на это, молодое поколение предпочитает современную музыку, и сам находится в опасности.
Широкую известность получила исполнительница сам Ха Тхи Кау. Она получила титул «народного мастера» и заслуженной артистки (Nghệ sĩ ưu tú), её часто называли «последней певицей сам». Другой знаменитой исполнительницей этого жанра является Май Тует Хоа (Mai Tuyết Hoa).
В песнях исполнители сам старались вызвать жалость к себе, рассказывая о тяготах жизни бедняков. В зависимости от ритма барабана сам разделяется на два варианта: быстрое «рыночное сам» (xẩm chợ, сам тё) и «пение актрисы» (xẩm cô đào, сам ко дао). Известно около 400 песен сам.